# De underbara åren
De underbara åren (tyska: Unsere wunderbaren Jahre) är en tysk historisk dramaserie från 2020, regisserad av Elmar Fischer baserad på romanen med samma namn av Peter Prange. Den andra säsongen sändes 2023.

## Handling
Den 20 juni 1948, i Altena, en liten stad i Westfalen, utfärdades 40 nytryckta D-Mark till varje medborgare - precis som överallt i Västtyskland. Det ekonomiska miraklet börjar med valutareformen. Den här eran berättas från den medelstora metallvarutillverkaren Eduard Wolf, hans fru och deras tre döttrar. Margot är gift med SS Hauptsturmführer Fritz Nippert, som försvann i slutet av kriget, och som hon har en son med. 

## Roller i urval
- Vanessa Loibl: Gundel Wolf
- Anna Maria Mühe: Margot Nippert
- Katja Riemann: Christel Wolf
- Thomas Sarbacher: Eduard Wolf
- Hans-Jochen Wagner: Walter Böcker
- David Schütter: Tommy Weidner
- Franz Hartwig: Benno Krasemann
- Ludwig Trepte: Jürgen Vielhaber
- Rafi Guessous: Julius Rosen
- Damian Hardung: "Winne" Winfried Wolf (säsong 2)